# Maria Josepha Hermengilde van Liechtenstein
Maria Josepha Hermengilde von und zu Liechtenstein (13 april 1768 – 8 augustus 1845) was de dochter van Franz Josef I van Liechtenstein en Leopoldine, rijksgravin von Sternberg, en vanaf 1783 de echtgenote van prins Nicolaas II Esterházy.
Zij was evenals haar echtgenoot een liefhebber en beschermer van de kunst. Haar steun aan Joseph Haydn is daar de bekendste uiting van. Haydn schreef voor de naamdag van de prinses een zestal missen, die rond die dag werden uitgevoerd in de Bergkirche te Eisenstadt.
Maria Josepha en Nicolaas hadden twee kinderen, Paul (geboren in 1785) en Leopoldine (geboren in 1788).

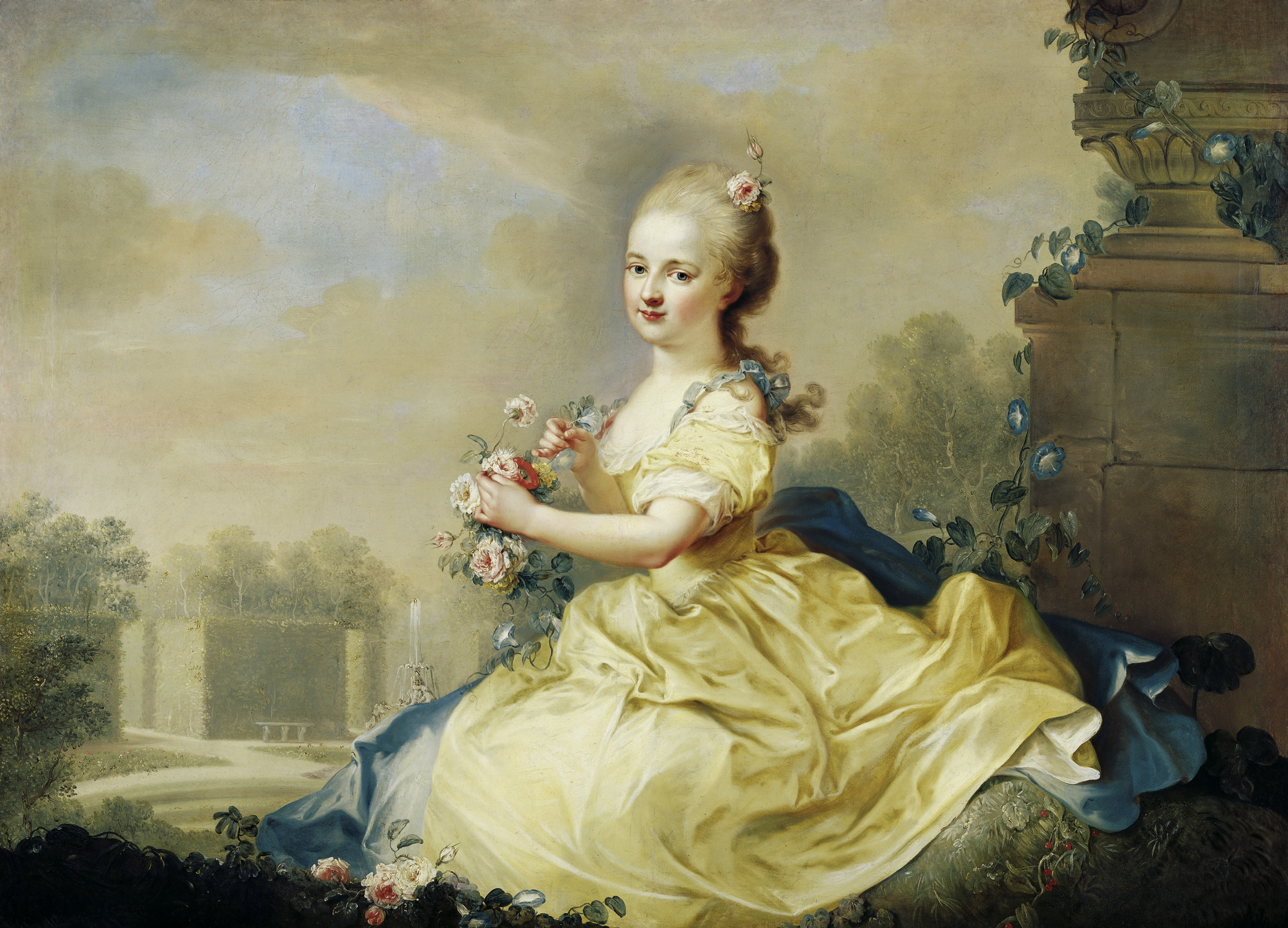
Maria Josepha Hermengilde, 1776
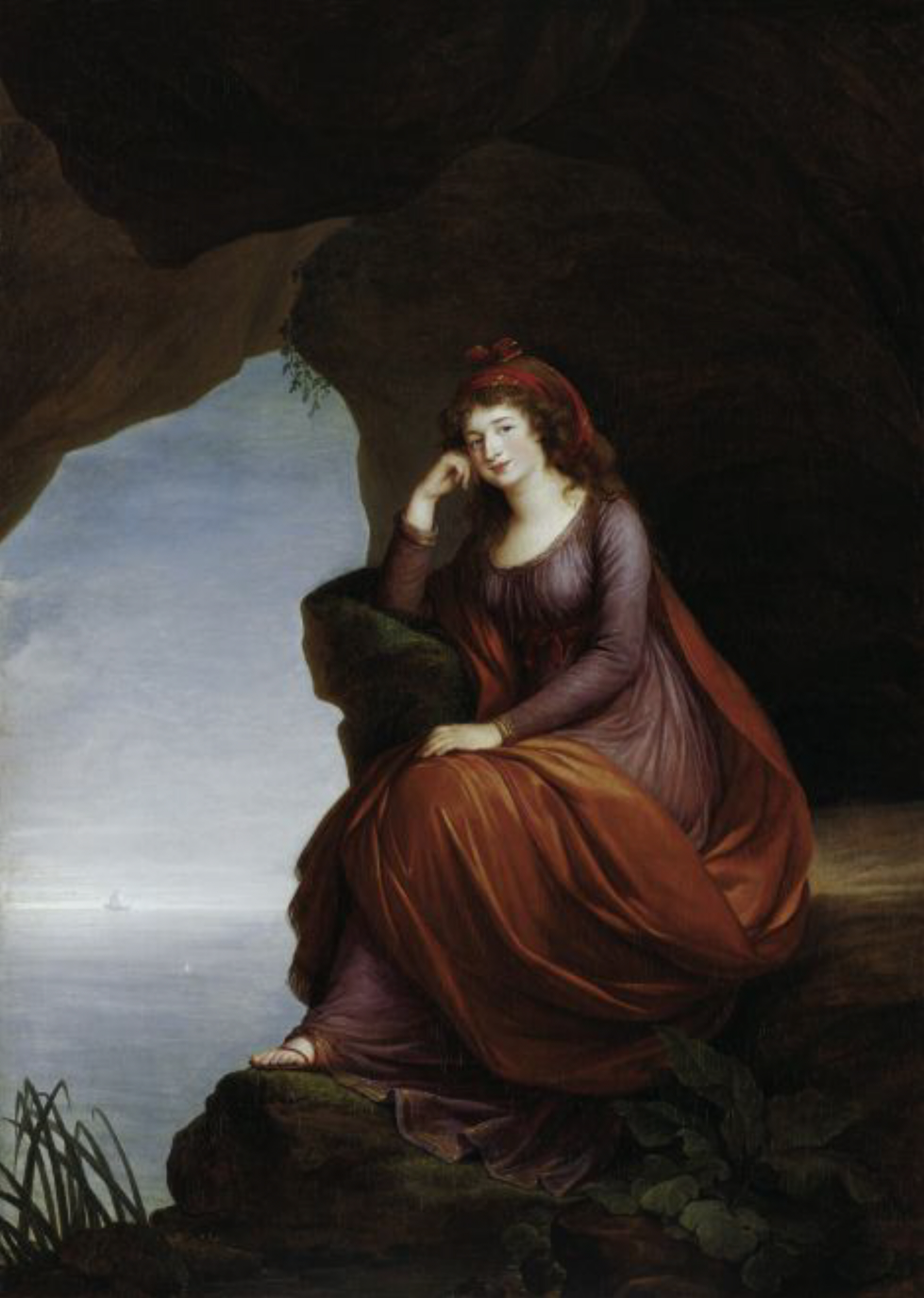
Maria Josepha Hermengilde, 1793